# Tolmera thapsina
Tolmera thapsina là một loài bướm đêm trong họ Geometridae.